# Обпјер сир Об
Обпјер сир Об (фр. Aubepierre-sur-Aube) насеље је и општина у североисточној Француској у региону Шампања-Ардени, у департману Горња Марна која припада префектури Шомон.
По подацима из 2011. године у општини је живело 188 становника, а густина насељености је износила 4,36 становника/km². Општина се простире на површини од 43,1 km². Налази се на средњој надморској висини од 270 метара.

## Демографија
| 1962. | 1968. | 1975. | 1982. | 1990. | 1999. | 2011. |
| ----- | ----- | ----- | ----- | ----- | ----- | ----- |
| 246   | 296   | 225   | 198   | 195   | 215   | 188   |

График промене броја становника у току последњих година